# Карьялайнен, Расмус
Расмус Карьялайнен (фин. Rasmus Karjalainen; родился 4 апреля 1996 года, Оулу, Финляндия) — финский футболист, полузащитник клуба «Оулу». Выступал за сборную Финляндии.

## Клубная карьера
Карьялайнен — воспитанник клуба «ОЛС». В 2014 году он дебютировал за команду. В 2015 году Расмус выступал за СЖК Акатемия. В 2016 году Карьялайнен перешёл в АС Оулу. 24 апреля в матче против ГриФК он дебютировал в Юккёнен. 20 августа в поединке против ГриФК Расмус забил свой первый гол за АС Оулу. В начале 2017 года Карьялайнен подписал контракт с ПС Кеми. 8 апреля в матче против ХИФК он дебютировал в Вейккауслиге. 23 мая в поединке против «Интер Турку» Расмус забил свой первый гол за «ПС Кеми».
В начале 2018 года Карьялайнен перешёл в КуПС. 8 апреля в матче против «Хонка» он дебютировал за новый клуб. 15 апреля в поединке против Ильвеса Расумс забил свой первый гол за КуПС. По итогам сезона он стал вторым бомбардиром чемпионата.
Летом 2019 года Карьялайнен перешёл в ситтардскую «Фортуну». 4 августа в матче против АЗ он дебютировал за Эредивизи. 30 ноября в поединке против «Гронингена» Расмус забил свой первый гол за «Фортуну».
17 июля 2021 года перешёл в шведский «Хельсингборг», подписав с клубом двухлетний контракт.

## Международная карьера
5 июня 2018 года в товарищеском матче против сборной Румынии Карьялайнен дебютировал за сборную Финляндии. 11 января 2019 года в поединке против сборной Эстонии Расмус забил свой первый гол за национальную команду.

### Голы за сборную Финляндии
| № | Дата           | Место               | Противник | Счёт | Результат | Соревнование      |
| - | -------------- | ------------------- | --------- | ---- | --------- | ----------------- |
| 1 | 11 января 2019 | Халифа, Доха, Катар | Эстония   | 1:2  | 1:2       | Товарищеский матч |